# Helen Dean King
Helen Dean King, född 27 september 1869 i Owego, Tioga County, New York, död 9 mars 1955, var en amerikansk biolog.
Hon utexaminerades från Vassar College 1892 och 1899 avlade hon doktorsexamen på Bryn Mawr College där hon var med- och studentassistent i biologi från 1897 till 1904. Hon undervisade i fysiologi på Bryn Mawr College 1899 till 1907. Därefter arbetade hon vid University of Pennsylvania 1906–1908 för att därefter börja på Wistar Institute.
Vid Wistar Institute arbetade hon med att avla fram den vita råttsorten Wistarråttan som blev allmänt använd i biologisk forskning framöver.
Hennes vetenskapliga arbete fokuserade på inavel med hjälp av experimentella data som samlats in från standardiserade laboratorieråttor för att belysa problem i mänsklig ärftlighet. 
Hon har skrivit boken Studies on Inbreeding och Observations and Experiments on Regeneration in Hydra Viridis.